# シル・ラ=シャローム
シル・ラ・＝シャローム（ヘブライ語:שיר לשלום 平和のための歌）とは、イスラエルの反戦歌。

## 概要
1969年に創られた歌で、作詞はヤアコブ・ロトブリト、作曲はイスラエル国防軍のコーラス隊のディレクターであったヤイール・ローゼンバルムが行なった。
しかし、反戦を唱えるこの曲が作曲された当時のイスラエル国防軍内の反応は冷淡で、当時イスラエル国防軍の中央司令部に在籍していたレハバム・ゼエビ（後に極右政党の国会議員となる）は、この曲の演奏を禁止することを通達した。
しかし、1978年にイスラエルの敵であったエジプトとの和平に向けた外交合意が成立したことでイスラエル国家が安定化したことと、また、それによりイスラエルの占領で抑圧されていたパレスチナへ国内外の関心が移り、パレスチナとの平和共存を訴えるイスラエル国内の団体（ピース・ナウなど）の構成員らによって歌われ始める。
この曲が一躍有名になるのは、1995年11月4日に当時のイスラエル首相イツハク・ラビンやシモン・ペレスなどが出席した、パレスチナとの平和共存へ向けての出発点となったオスロ合意を祝う平和集会で大々的に歌われたことによる。しかし、集会終了後ラビンは極右青年イガール・アミルに拳銃で暗殺されてしまう。
だが、この曲は今でもイスラエル国内の左派を中心に広く歌われており、2012年現在「イスラエル・ピース・キャンプ」という平和団体の公式歌である。